# Barkowiec

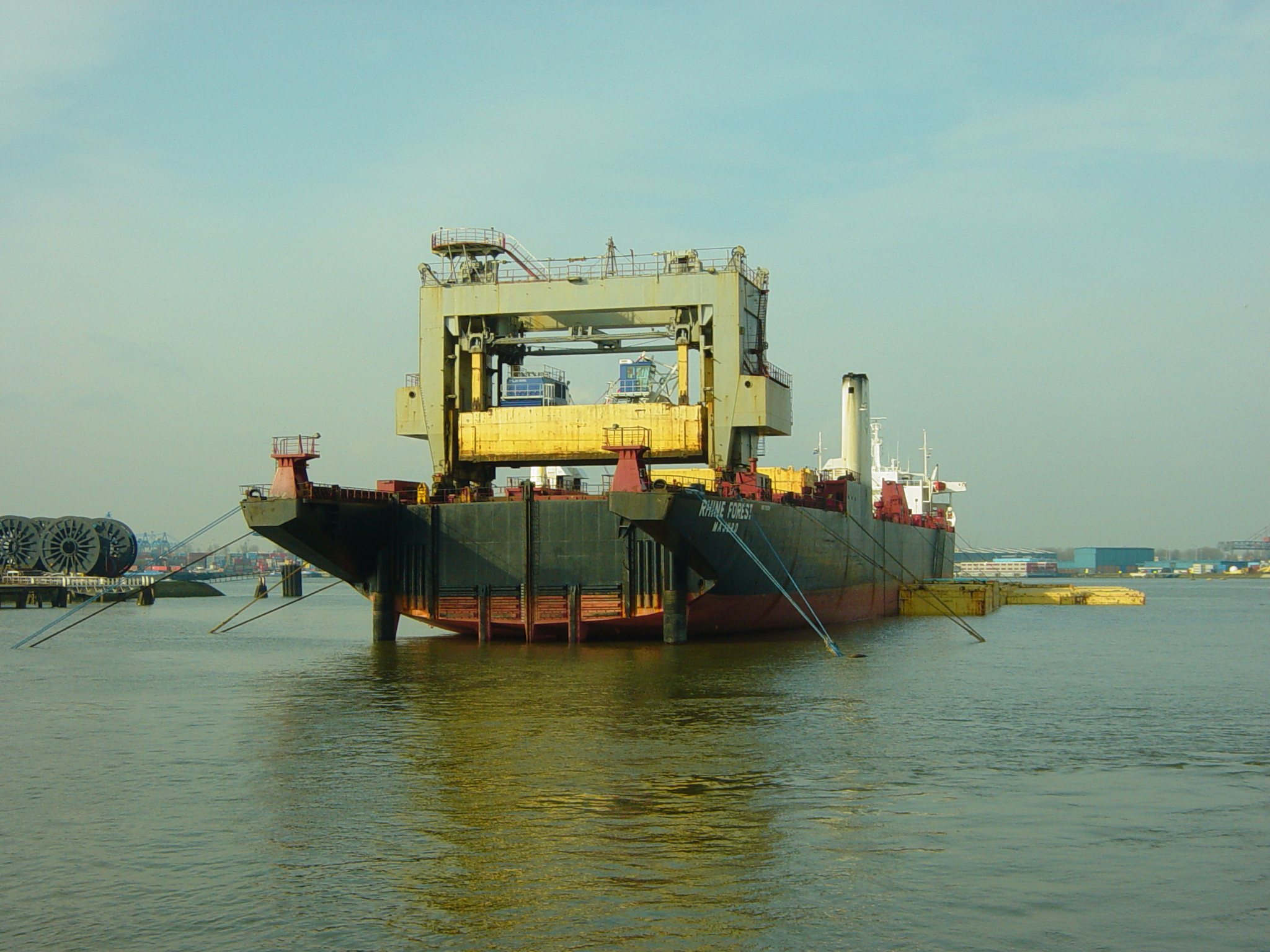
Rufa barkowca typu LASH z widocznym występem dla suwnicy; przy prawej burcie zacumowane żółte barki systemowe

Barkowiec – statek wodny przystosowany do transportu specjalnych barek.
Istnieje kilka systemów, różniących się wielkością barek i sposobem ich przeładunku (barki mogą wpływać do ładowni barkowca lub być tam umieszczane specjalnym systemem suwnic zamontowanych na statku).